# Seznam mostů v Českých Budějovicích
Toto je seznam mostů v Českých Budějovicích. V roce 2008 se na území města nacházelo 145 mostů, v roce 2025 je počet podobný.
Pro účely seznamu jsou uvažovány mostu s délkou přemostění nad 2 m, kratší propustky nejou uvedeny. Až na výjimky nejsou uvedeny zaniklé mosty. Dále jsou uvedeny lávky spojující budovy.

## Mosty přes Vltavu
Po proudu

| Most | Obrázek                                                                      | Poloha | Převádí                         | překážka |
| --- | ---------------------------------------------------------------------------- | ------ | ------------------------------- | -------- |
| zaniklý most nad Stecherovým mlýnem (Q134564275)                                                              |                                                                              |        | cesta do Plané                  | Vltava   |
| Lávka u Meteoru (otevřena 6. června 2018) (Q54870848)                                                         | Kategorie „Lávka u Meteoru“ na Wikimedia Commons                             |        | cyklostezka do Plané            | Vltava   |
| Lávka Emila Pittera u Lučního jezu (Q28001496)                                                                | Kategorie „Lávka Emila Pittera“ na Wikimedia Commons                         |        | ulice E. Pittera                | Vltava   |
| Litvínovický (Zátkův) most (Q114240120)                                                                       | Kategorie „Litvínovický most“ na Wikimedia Commons                           |        | II/157 (Mánesova ulice)         | Vltava   |
| Lávka u Litvínovického mostu (Q114240173)                                                                     | Kategorie „Lávka podél Litvínovického mostu“ na Wikimedia Commons            |        | chodník                         | Vltava   |
| Lávka u sportovní haly (Q116843532)                                                                           | Kategorie „Lávka u zimního stadionu (České Budějovice)“ na Wikimedia Commons |        | chodník                         | Vltava   |
| Dlouhá lávka (Q111794953)                                                                                     | Kategorie „Q111794953“ na Wikimedia Commons                                  |        | chodník                         | Vltava   |
| Dlouhý most (Q8310531)                                                                                        | Kategorie „Dlouhý most (České Budějovice)“ na Wikimedia Commons              |        | Husova ulice                    | Vltava   |
| Lávka u Voříškova dvora (lávka u Plzeňské) (Q108834024)                                                       | Kategorie „Lávka_u_Plzeňské“ na Wikimedia Commons                            |        | chodník a cyklostezka           | Vltava   |
| Nový most (do roku 1990 nesl název most Internacionálního přátelství) (Q108532611)                            | Kategorie „Nový most (České Budějovice)“ na Wikimedia Commons                |        | silnice I/3 (ulice Strakonická) | Vltava   |
| zaniklý železniční most u Voříškova dvora (postaven 1867–1868, zanikl v důsledku odklonění trati v roce 1968) |                                                                              |        | železnice                       | Vltava   |
| Most na Severní spojce (plánované uvedení do provozu 2027)                                                    |                                                                              |        | Silnice I/20, cyklostezka       | Vltava   |

## Mosty přes Malši
Po proudu

| Most                                                                         | Obrázek                                                                                | Poloha                         | Převádí                           | překážka                  |
| ---------------------------------------------------------------------------- | -------------------------------------------------------------------------------------- | ------------------------------ | --------------------------------- | ------------------------- |
| Most u Špačků (přes staré koryto)                                            |                                                                                        |                                | Cesta podél řeky                  | Malše / Hodějovický potok |
| Buquoyský most (Q107214882)                                                  | Kategorie „Footbridge over the Malše (České Budějovice, Plavská)“ na Wikimedia Commons | u bývalého vojenského hřbitova | cyklostezka                       | Malše                     |
| Železniční most u Malého jezu (Q116844905)                                   | Kategorie „Railway bridge over the Malše (České Budějovice)“ na Wikimedia Commons      |                                | železnice                         | Malše                     |
| Modrý most (do roku 2003 Svobodova lávka) (Q8310538)                         | Kategorie „Modrý most (České Budějovice)“ na Wikimedia Commons                         |                                | ulice M. Vydrové / Matice Školské | Malše                     |
| Most Kosmonautů (Q112187620)                                                 | Kategorie „Most Kosmonautů“ na Wikimedia Commons                                       | u Experimentu                  | Silnice II/157 (Mánesova)         | Malše                     |
| Krumlovský most (do roku 1990 nesl název most Jiřího Dimitrova) (Q112193731) | Kategorie „Krumlovský most (České Budějovice)“ na Wikimedia Commons                    |                                | Lidická tř.                       | Malše                     |
| Zlatý most (Q27985542)                                                       | Kategorie „Zlatý most (České Budějovice)“ na Wikimedia Commons                         |                                | ulice Dr. Stejskala               | Malše                     |
| Železný most (Q57413075)                                                     | Kategorie „Železný most (České Budějovice)“ na Wikimedia Commons                       |                                | Biskupská ul.                     | Malše                     |
| Lávka u Solní branky (přes slepé rameno, bývalé koryto Malše) (Q57413177)    | Kategorie „Footbridge over the Malše (České Budějovice)“ na Wikimedia Commons          |                                | pěší                              | Malše                     |

## Mosty přes Dobrovodskou stoku
Po proudu

| Most | Obrázek | Poloha                           | Převádí           | překážka          |
| --- | --- | -------------------------------- | ----------------- | ----------------- |
| Most u domova pro seniory Emauz (Q116796567) | Kategorie „Bridge of road III/14611 over the Dobrovodský potok on the border of Dobrá Voda and Třebotovice“ na Wikimedia Commons | Rozhraní Třebotovic a Dobré Vody | silnice III/14611 | Dobrovodský potok |
| - Lávka v ulici U Cihelny - Most v ulici Jaroslava Ježka - Most v ulici Vítězslava Nezvala - Most v ulici Josefa Lomského - Lávka u Vrbenky - Lávka k Ledenické ulici | | Suché Vrbné                      |                   | Dobrovodský potok |
| Most (zatrubnění ) v Ledenické a Železničářské | | Suché Vrbné                      |                   | Dobrovodský potok |
| Most v ulici Elišky Krásnohorské | | Suché Vrbné                      |                   | Dobrovodský potok |
| - 4× lávka k domu - Most k Policii - Most naproti ulice Pod Lékárnou (u bývalých Vojenských staveb) - Lávka u Vodní ulice                                             | | Suché Vrbné / Pětidomí           |                   | Dobrovodský potok |
| - Most u Plynárenské ulice - Železniční most u Plynárenské ulice (k Uhelným skladům) - Cyklostezka (bývalý železniční most) u Plynárenské                             | |                                  |                   | Dobrovodský potok |
| Most ve Vodní ulici | |                                  | II/157            | Dobrovodský potok |
| Most ve Vrbenské (Q116856822) | Kategorie „Bridge of Vrbenská street over the Dobrovodský potok“ na Wikimedia Commons                                            |                                  | II/157            | Dobrovodský potok |
| Lávka U Jeslí (Q116820176) | |                                  |                   | Dobrovodský potok |
| Most na Rudolfovské (Q116856807) | Kategorie „Bridge of Rudolfovská tř. over the Dobrovodský potok“ na Wikimedia Commons                                            |                                  |                   | Dobrovodský potok |
| Železniční most ve Vodní | |                                  |                   | Dobrovodský potok |
| Most v Pekárenské (Q116856796) | Kategorie „Bridge of Pekárenská street over the Dobrovodský potok“ na Wikimedia Commons                                          |                                  |                   | Dobrovodský potok |
| Lávka u Blahoslavovy ulice | |                                  |                   | Dobrovodský potok |
| Železniční mostm | |                                  |                   | Dobrovodský potok |
| Silniční most na Nádražní 1 | |                                  |                   | Dobrovodský potok |
| Lávka a most u STK (J. Plachty) | |                                  |                   | Dobrovodský potok |
| Most v Jírovcově ulici | |                                  |                   | Dobrovodský potok |
| Silniční most na Nádražní 2 | |                                  |                   | Dobrovodský potok |
| Silniční most na Pražské | |                                  |                   | Dobrovodský potok |
| Most u UniHobby na vlečce do výkupu | |                                  |                   | Dobrovodský potok |
| Most do Kněžskodvorské | |                                  |                   | Dobrovodský potok |
| Most na Suchomelské | |                                  |                   | Dobrovodský potok |
| Most u Terna na cestě k Voříškovu dvoru | |                                  |                   | Dobrovodský potok |
| Most k Suchomelské u Kněžských Dvorů | |                                  |                   | Dobrovodský potok |
| Most Severní spojce (plán 2027) | |                                  |                   | Dobrovodský potok |

## Mosty přes Mlýnskou stoku
Po proudu

| Most                                                                               | Obrázek | Poloha | Převádí     | překážka      |
| ---------------------------------------------------------------------------------- | ------- | ------ | ----------- | ------------- |
| Můstek u Velkého jezu (Javorová)                                                   |         |        | cyklostezka | Mlýnská stoka |
| Železniční most přes Mlýnskou stoku                                                |         |        |             | Mlýnská stoka |
| - Lávka u Malého jezu - Lávka u Čechovy ulice                                      |         |        |             | Mlýnská stoka |
| Most Čechova 1                                                                     |         |        | Čechova     | Mlýnská stoka |
| - Můstek v Luční - Můstek v Polní                                                  |         |        |             | Mlýnská stoka |
| Most Čechova 2                                                                     |         |        | Čechova     | Mlýnská stoka |
| most Mánesovy ulice přes Mlýnskou stoku (Q114240674)                               |         |        | Mánesova    | Mlýnská stoka |
| Můstek v Alešově ulici                                                             |         |        | cyklostezka | Mlýnská stoka |
| most ulice U Tří lvů přes Mlýnskou stoku v Českých Budějovicích (Q116858142)       |         |        | U Tří lvů   | Mlýnská stoka |
| krytý úsek Mlýnské stoky na Senovážném náměstí v Českých Budějovicích (Q116858168) |         |        |             | Mlýnská stoka |
| most ulice Karla IV. přes Mlýnskou stoku v Českých Budějovicích (Q116858176)       |         |        |             | Mlýnská stoka |
| most Kanovnické ulice přes Mlýnskou stoku v Českých Budějovicích (Q116858155)      |         |        |             | Mlýnská stoka |
| Most v Kněžské                                                                     |         |        |             | Mlýnská stoka |
| Most v ulici U Černé věže                                                          |         |        |             | Mlýnská stoka |
| lávka přes Mlýnskou stoku u Plachého ulice (Q116822573)                            |         |        |             | Mlýnská stoka |
| Most v Krajinské                                                                   |         |        |             | Mlýnská stoka |
| Most v České                                                                       |         |        |             | Mlýnská stoka |
| Most v Resslově ulici                                                              |         |        |             | Mlýnská stoka |
| Most u Jiráskova jezu                                                              |         |        |             | Mlýnská stoka |

## Mosty přes Novovrátecký potok
| Most                                      | Obrázek | Poloha | Převádí | překážka |
| ----------------------------------------- | ------- | ------ | ------- | -------- |
| Most v ulici Generála Píky                |         |        | I/34    |          |
| Mosty u Pillmannova dvora (Dolní a Horní) |         |        |         |          |
| Most na Pražské                           |         |        |         |          |
| Lávka za Budvarem                         |         |        |         |          |
| Železniční most za Budvarem               |         |        |         |          |
| Most v Kněžskodvorské                     |         |        |         |          |
| Mostek na Suchomelské                     |         |        |         |          |

## Silniční mosty v křižovatkách
| Most                                                                   | Obrázek | Poloha | Převádí | překážka |
| ---------------------------------------------------------------------- | ------- | ------ | ------- | -------- |
| Most na Dlouhé louce u Stromovky (křižovatka I/3 a II/156)             |         |        |         |          |
| Most na Strakonické (křižovatka I/20 a I/3 - „Diamant“)                |         |        |         |          |
| Most nad ulicí Generála Píky (křižovatka I/34 s Horní ulicí)           |         |        |         |          |
| dvojice mostů v okružní křižovatce II/156 nad D3 v Nových Hodějovicích |         |        |         |          |

## Lávky pro pěší a cyklisty
výše neuvedené

| Most                                      | Obrázek | Poloha | Převádí | překážka          |
| ----------------------------------------- | ------- | ------ | ------- | ----------------- |
| Lávka do Stromovky u Litvínovické silnice |         |        |         | II/603            |
| Lávka u Kauflandu                         |         |        |         | II/603            |
| Lávka u silničního mostu na Strakonické   |         |        |         | II/603            |
| Lávka na sídlišti Vltava                  |         |        |         | Strakonická       |
| Lávka přes nákladové nádraží (Q92959612)  |         |        |         | nákladové nádraží |
| Lávka u Malého jezu                       |         |        |         | Malé Benátky      |
| Dvojice lávek pod Včelnou                 |         |        |         | II/143            |

## Podchody
| Most                               | Obrázek | Poloha | Převádí | překážka |
| ---------------------------------- | ------- | ------ | ------- | -------- |
| Podchod u Tesca (Myší díra)        |         |        | II/603  |          |
| Podchod u Severní zastávky         |         |        |         |          |
| Podchod u Otýlie                   |         |        | II/603  |          |
| Podchod u nádraží (zasypaný)       |         |        | II/603  |          |
| tunel mezi nástupišti pod nádražím |         |        |         |          |
| Podchod U cara (České Vrbné)       |         |        | I/20    |          |

## Mosty přes železniční tratě
výše neuvedené

| Most                     | Obrázek | Poloha | Převádí | překážka |
| ------------------------ | ------- | ------ | ------- | -------- |
| Most u hřbitova v Mladém |         |        |         |          |

## železniční mosty
výše neuvedené

| Most                               | Obrázek | Poloha                           | Převádí | překážka |
| ---------------------------------- | ------- | -------------------------------- | ------- | -------- |
| Viadukt přes Pražskou              |         |                                  |         |          |
| Most přes ulici Generála Píky      |         |                                  |         |          |
| Most u Zanádražní                  |         | 48°59′19″ s. š., 14°28′56″ v. d. |         |          |
| Nadjezd nad vlečkou (Ferona)       |         |                                  |         |          |
| Viadukt nad Pekárenskou            |         |                                  |         |          |
| Most u Sfinxu (Skuherského)        |         |                                  |         |          |
| Most vlečky u Viaduktu             |         |                                  |         |          |
| Viadukt na Rudolfovské             |         |                                  |         |          |
| Most u lávky u nákladového nádraží |         |                                  |         |          |
| Dvojmostí                          |         | 48°57′50″ s. š., 14°29′37″ v. d. |         |          |
| Dvojice mostů pod Včelnou          |         |                                  |         | II/143   |

## Další mosty
| Most                                  | Obrázek | Poloha | Převádí | překážka |
| ------------------------------------- | ------- | ------ | ------- | -------- |
| Most u DESTA přes Hlinský potok       |         |        |         |          |
| Most u Jeslí přes Hlinský potok       |         |        |         |          |
| Most v Nových Dvorech (Haklovy Dvory) |         |        |         |          |
| Most přes Kyselou vodu                |         |        |         |          |
| Most přes Čertík                      |         |        |         |          |
| Most u Nového mostu                   |         |        |         |          |
| Most u jezu v Českém Vrbném           |         |        |         |          |
| Lávka a můstek přes vodácký kanál     |         |        |         |          |
| Most u Trilčova jezu                  |         |        |         |          |
| Můstek u Trägrova dvora               |         |        |         |          |
| Můstek v Nových Hodějovicích          |         |        |         |          |
| Most U Špačků na cestě do Hodějovic   |         |        |         |          |
| Most u Nového Vrbenského rybníka      |         |        |         |          |
| Most u Starého Vrbenského rybníka     |         |        |         |          |
| Most přes Dehtářský potok             |         |        |         |          |
| Most za Novými Dvory                  |         |        |         |          |
| Most u Dasenského rybníka             |         |        |         |          |
| 2× Most na silnici z Hluboké          |         |        |         |          |
| Můstek u Černiše                      |         |        |         |          |
| Most nad Šindlodvorským potokem       |         |        |         |          |
| 2× Můstek za Rožnovem                 |         |        |         |          |
| Můstek na silnici Ke Špačkům          |         |        |         |          |
| Můstek u Voselného rybníka            |         |        |         |          |
| Most za Suchomelem                    |         |        |         |          |
| Most na I/34                          |         |        |         |          |
| 2× mostek za Haklovými Dvory          |         |        |         |          |
| Železniční můstek v Rožnově           |         |        |         |          |
| Železniční most v Novém Vrátě         |         |        |         |          |
| Most v Trocnovské                     |         |        |         |          |
| propusť u Dvojmostí                   |         |        |         |          |
| Most přes Blahoslavovu                |         |        |         |          |
| Most přes D3 v ulici Ke Studánce      |         |        |         |          |

## Mosty spojující budovy
- lávka Koh-i-Noor Hardmuth přes ulici F. A. Gerstnera (Q82347719)
- lávka Koh-i-Noor Hardmuth přes Mánesovu ulici (Q82348234)